# Guno Mahadew
Guno Mahadew (circa 1956 – 14 mei 1988) was een Surinaamse militair en drugscrimineel. Hij was onderofficier ten tijde van het militaire regime (1980-1988) en betrokken bij cocaïnehandel.

## Biografie
Guno Mahadew behoorde tot de Groep van 16, de onderofficieren die op 25 februari 1980 een staatsgreep pleegden – de zogeheten Sergeantencoup – waarbij de democratisch gekozen regering van premier Henck Arron afgezet werd. Mahadew behoorde tot de vertrouwelingen van legerleider Desi Bouterse en werd samen met Ruben Rozendaal, Roy Esajas, Ewoud Leefland en Roy Tolud geselecteerd als lid van het executiepeloton die Decembermoorden in 1982 uitvoerde.
Binnen enkele jaren na de staatsgreep verschenen de eerste aanwijzingen dat het militaire regime betrokken was bij drugshandel met Colombia. Volgens een verklaring van iemand die in Fort Zeelandia werkte, zouden Mahadew en Rozendaal in 1982 betrokken zijn geweest bij het binnenhalen van cocaïne die per speedboot aankwam. Het zou gaan om leveringen van 100 tot 150 kilo, eens in de drie weken.
Op 14 mei 1988 was Mahadew met Bouterse en andere militairen voor een privébezoek in Rio de Janeiro in Brazilië. Daar zou hij door een grote golfslag tijdens het zwemmen in zee in de problemen zijn gekomen. Bouterse zelf zou ook in gevaar zijn geweest en nog ternauwernood uit de golven gered zijn. Mahadews lichaam spoelde op 16 mei 1988 aan. Zijn officiële doodsoorzaak wordt in twijfel getrokken. In het algemeen wordt verondersteld dat hij vanwege zijn nauwe betrokkenheid bij de drugshandel te veel geweten zou hebben. In Paramaribo werd daarom gereageerd met: was het een golf- of een kolfslag. Hij was de vierde van de Groep van 16 die onder twijfelachtige omstandigheden om het leven kwam, na Leefland, Roy Horb en Wilfred Hawker. Luitenant Mahadew was getrouwd en werd 32 jaar oud.